# بتا-آمانیتین
بتا-آمانیتین (به انگلیسی: Beta-Amanitin) با فرمول شیمیایی C۳۹H۵۳N۹O۱۵S یک ترکیب شیمیایی با شناسه پاب‌کم ۲۲۷۶ و جرم مولی آن ۹۱۹٫۹۵ g/mol می‌باشد. این ترکیب حلقوی هشت اسید آمینه دارد و بخشی از یک نوع سم قارچی بنام آماتوکسین (Amatoxin) است.